# Mollisia rehmii
Mollisia rehmii är en svampart som beskrevs av Sacc. 1889. Mollisia rehmii ingår i släktet Mollisia och familjen Dermateaceae.   Inga underarter finns listade i Catalogue of Life.